# أليس جريسزين
أليس جريسزين (بالإنجليزية: Alice Greczyn)‏ هي عارضة وممثلة أمريكية، ولدت في 6 فبراير 1986 بوالنوت كريك في الولايات المتحدة.

## أعمال

### أفلام
- (2005) ذا دوكس اوف هازرد[4]

### مسلسلات
- لعبة الكذب

## وصلات خارجية
- أليس جريسزين على موقع IMDb (الإنجليزية)
- أليس جريسزين على موقع ألو سيني (الفرنسية)
- أليس جريسزين على موقع أول موفي (الإنجليزية)
- أليس جريسزين على موقع قاعدة بيانات الأفلام السويدية (السويدية)
- أليس جريسزين على موقع قاعدة بيانات الفيلم (الإنجليزية)
- أليس جريسزين على موقع كينوبويسك (الروسية)